# 加龙河畔富尔克
加龍河畔富尔克（法語：Fourques-sur-Garonne，法語發音：[fuʁk syʁ ɡaʁɔn]）是法国洛特-加龙省的一个市镇，属于马尔芒德区。

## 地理
加龙河畔富尔克（44°26'56"N, 0°9'36"E）面积13.96 平方千米，位于法国新阿基坦大区洛特-加龍省，该省份为法国西南部内陆省份，北起多爾多涅省，西接吉倫特省和朗德省，南至热尔省，东临塔恩-加龙省和洛特省。
与加龙河畔富尔克接壤的市镇（或旧市镇、城区）包括：马尔芒德、蒙普扬、萨马藏、圣马尔特、加龙河畔科蒙、塔耶堡、圣帕尔杜迪布勒伊。

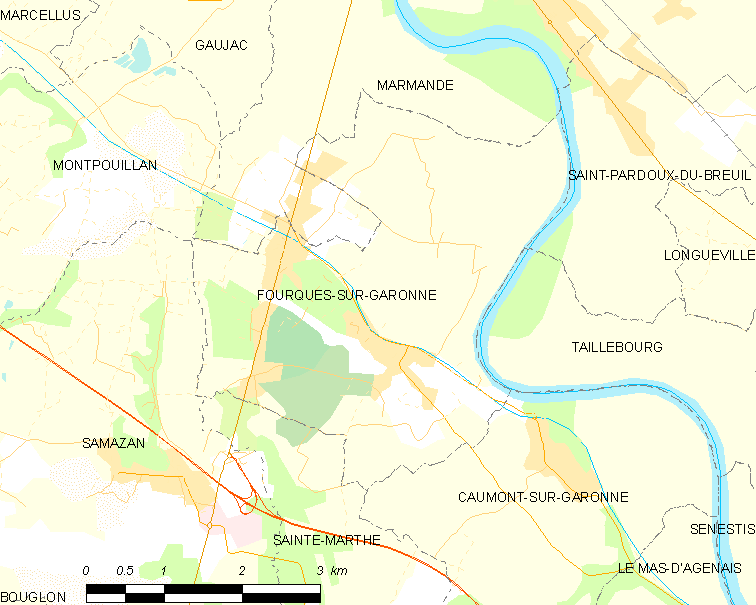
加龙河畔富尔克的OSM定位图

加龙河畔富尔克的时区为UTC+01:00、UTC+02:00（夏令时）。

## 行政
加龙河畔富尔克的邮政编码为47200，INSEE市镇编码为47101。

## 政治
加龙河畔富尔克所属的省级选区为马尔芒德第二县。

## 人口

1962-2008年间加龙河畔富尔克人口变化图示

加龙河畔富尔克于2022年1月1日时的人口数量为1307人。